# 白洋湖 (慈溪)
白洋湖，古称伯阳湖，位于中国浙江省慈溪市，与杜湖相邻，并与杜湖一并被为杜白姐妹湖。

## 概况
白洋湖位于慈溪市中南部，鸣鹤古镇西南处，环湖有慈溪市革命烈士陵园、吴锦堂先生墓、金仙禅寺等。